# كيث والي
كيث والي (بالإنجليزية: Keith Walley)‏ هو لاعب كرة قدم بريطاني في مركز الوسط، ولد في 19 أكتوبر 1954 في وايمث في المملكة المتحدة. لعب مع كريستال بالاس ونادي تشيلمسفورد ونادي ويموث.